# Paul Camilleri
Paul Camilleri (nascido em 6 de janeiro de 1934) é um ex-ciclista maltês que competiu no ciclismo nos Jogos Olímpicos de Verão de 1960, representando o Malta.